# 德馨斋
德馨斋，是一个中华老字号品牌，位于山东省济南市，由苗星垣於1930年創立，现实体为济南德馨斋食品有限公司，產品包括醬油等調理食品及一般食品。